# 喬治·拉蘇洛
喬治·安東尼奧·拉蘇洛（英語：Giorgio Antonio Rasulo；1997年1月23日—）是一位英格蘭足球運動員。在場上的位置是前鋒或中場。他現在效力於英格蘭足球南部聯賽球隊聖奧爾本斯城。

## 早年
拉蘇洛生於牛津郡班伯里，母為英格蘭人，父為意大利人，自小是意甲球會那不勒斯的支持者。

## 球會生涯

### 米尔顿凯恩斯
2012年11月13日英格蘭足總盃對劍橋城的比賽，他首次職業上場。2013年4月27日，他首次在職業聯賽上場參加對史提芬納治的比賽。之後他與另外十人獲得獎學金成為球會下一季足球學徒。2013/14球季，他獲分發20號球衣，並在2014年5月9日簽下首份職業合約，為期兩年。
2015年2月，他被外借至牛津联，但只得到一次替補上場機會。2015年3月26日，拉蘇洛被外借到艾迪索特镇至季末。他在2015年4月6日對托奎联的比賽首次上場，最終球隊以2-0取勝。
2015年11月，他被外借至英甲球會奥尔德姆，2016年1月他因租借期滿而回歸母會。同年3月8日，他再被外借到英格蘭足球全國聯賽球會艾迪索特镇至季末。4日5日對格林斯比镇的比賽，他打進首顆職業進球，但不足以阻止球隊以4-3落敗。2016年5月12日，米尔顿凯恩斯宣佈延長拉蘇洛的合約一年。2017年6月30日，他與球會續約一年。
2017/18球會結後，在拉蘇洛要求下得到同意，球會宣佈不會與他續約，使他成為自由身球員，結了他九年在米尔顿凯恩斯生涯。

### 非聯賽
離開米尔顿凯恩斯後，他轉投英格蘭足球全國聯賽北球會巴克利鎮。2018年8月31日，他與非聯賽球會班伯里聯足球會簽約加盟。

## 國家隊生涯
拉蘇洛在2012年11月首次代表英格蘭U16上場，參加以1-0小勝蘇格蘭U16的比賽。之後他代表英格蘭U17，首戰是以1-0小勝法蘭群島U17的比賽。

## 外部連結
- MK Dons F.C. player profile
- 足球数据库：喬治·拉蘇洛的球员统计数据